# Coron, Palawan

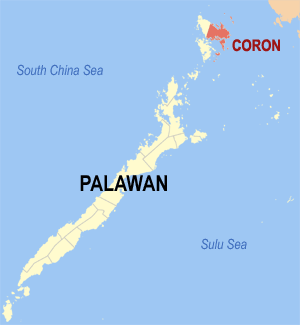
Bản đồ Palawan với vị trí của Coron

Coron là một đô thị hạng 2 ở tỉnh Palawan, Philippines. Theo điều tra dân số năm 2000 của Philipin, đô thị này có 32.243 người trong 6.264 hộ.
Đô thị này nằm trên một phần đảo Busuanga và toàn bộ đảo Coron. Cả hai đảo thuộc nhóm đảo Calamia phía bắc Palawan. Kinh tế địa phương dựa vào ngư nghiệp và du lịch, là nơi có dịch vụ lặn biển.

## Barangay
Coron được chia thành 23 barangay.
| - Banuang Daan - Bintuan - Borac - Buenavista - Bulalacao - Cabugao - Decabobo - Decalachao - Guadalupe (also called Binalabag) - Lajala - Malawig - Marcilla | - Barangay I (Pob.) - Barangay II (Pob.) - Barangay III (Pob.) - Barangay IV (Pob.) - Barangay V (Pob.) - San Jose - San Nicolas - Salvacion - Tagumpay - Tara - Turda - Barangay VI (Pob.) |